# Andrea Agresti
Andrea Agresti, noto anche come l'Agresti (Pistoia, 22 aprile 1974), è un comico, cantautore e personaggio televisivo italiano.

## Biografia
Diplomato ISEF, inizia la sua carriera artistica nel 1993 come autore e conduttore di alcuni programmi radiofonici (tra cui Sorrisi e sfondoni). Il suo esordio televisivo risale al 1993 nella trasmissione Telepirata in onda su Toscana TV. Partecipa su Video Firenze alla trasmissione Il Gallo Parlante.
Nel 1997 approda a RTV 38 con la trasmissione Per la strada Vincenzo e nel 1998 conduce Ufficio Reclami sempre su RTV 38 e su Odeon TV, fino ad approdare nel 1999 a Canale 5 come inviato per Striscia la notizia. Nel 2002 e 2003 conduce con Stefania Orlando e Mauro Marino la trasmissione Giro festival in onda su Rai 2, partecipa al Maurizio Costanzo show e diventa inviato speciale per la trasmissione I Raccomandati condotta da Carlo Conti su Rai 1.
Nel 2004 partecipa alla trasmissione di Rai 1 Baciami Versilia e recita nella fiction di Canale 5 Carabinieri. Nel 2004 entra nel gruppo de Le Iene di cui tuttora fa parte. Nel 2007 torna su Rai 1 a I Raccomandati e Fratelli di test, nel 2008 sempre su Rai 1 partecipa alla trasmissione Miss Italia, nel 2009 a Note d'incanto su Rai 2 dove presenta il singolo Sono giocondo.
Nel 2010 entra nel cast comico di Voglia di aria fresca su Rai 1. 
Recita in spettacoli teatrali quali “Ehi... ragazzi W la vita” con Novello Novelli, “Il Decamerone” con Carlo Monni. Come stand up comedian va in scena con “Agresti domiciliari” e “Iena Ridens” da lui scritto insieme a Walter Santillo.
Dal 1999 al 2006 è presentatore per Toscana ed Umbria delle selezioni del concorso Miss Italia.
Dal 2009 gira l'Italia con uno spettacolo di musica anni 70 80 90 e cabaret con la 4ever Band ed uno show di sigle cartoon anni ottanta con gli Squinternati animati.
Nel 2013 pubblica il libro Opercoli di saggezza, edito da Masso delle fate.
Nel 2014 è protagonista del film Uscio e bottega di Marco Daffra
Nel 2016-2017-2018 è conduttore de Le Iene insieme a Nicola Savino, Nadia Toffa, Matteo Viviani e Giulio Golia.
Nel 2018 partecipa a Tale e quale show su Rai 1, condotto da Carlo Conti.
Nel 2019 va in tournée con Omar Pedrini in “Senza vento” tour dove canta i brani dei Timoria.
Nel 2021 pubblica il libro Blister di sapienza, edito da Masso delle fate.
Nel 2021-2022-2023 va in tournée con lo spettacolo La iena e il drago con Giorgio Vanni.
Nel 2021 è giudice della trasmissione All Together Now su Canale 5, condotto da Michelle Hunziker.
Nel 2024 partecipa a  Tale e quale show su Rai 1, condotto da Carlo Conti.
Nel 2025 partecipa a CELEBRITY CHEF su TV8 come concorrente.

## Televisione
- Telepirata (Toscana TV, 1993-1994)
- Il Gallo Parlante (Video Firenze, 1994-1995)
- Per la strada Vincenzo (RTV 38, 1997-1998)
- Ufficio Reclami (RTV 38, 1998-2005)
- Striscia la notizia (Canale 5, 1999-2000)
- TG Rosa (Odeon TV, 1998-2000)
- Nientepopodimenochè (Rai 2, 2001)
- Era ora (Odeon TV, 2002-2003)
- Girofestival (Rai 2, 2002-2003)
- Maurizio Costanzo Show (Canale 5, 2003)
- I raccomandati (Rai 1, 2003-2008)
- Baciami Versilia (Rai 1, 2004)
- Carabinieri (Canale 5, 2004-2006)
- Fratelli di Test (Rai 1, 2007)
- Miss Italia (Rai 1, 2008)
- Voglia di aria fresca (Rai 1, 2010)
- Le iene (Italia 1, 2004-presente)
- Tale e quale show (Rai 1, 2018) - concorrente
- All Together Now (Canale 5, 2021) - giudice
- Tale e quale Sanremo (Rai 1, 2024) - concorrente
- Celebrity chef (TV8 - 2025) - concorrente

## Discografia

### Album
- 2003 – Agresti domiciliari
- 2009 – Iena Ridens (L'Agresti mai detto?)
- 2013 – Enzimi digestivi
- 2022 – Troppa trama

### Raccolte
- 2011 – OGM Occasione Gravemente Mancata

### Singoli
- 2002 – Era ora
- 2003 – A delinquere
- 2005 – Esilarante
- 2009 – Sono giocondo
- 2009 – Uomo palindromico
- 2013 – La pasta
- 2013 – Amigdala
- 2020 – Intorno alla felicità
- 2020 – Giga robot d’acciaio
- 2023 – Una canzone brutta (con Massimo Di Cataldo)

## Libri
- Opercoli di saggezza, Masso delle fate, 2013, ISBN 978-88-6039-290-9.
- Blister di sapienza, Masso delle fate, 2021, ISBN 978-88-6039-527-6.